# Rhytidome

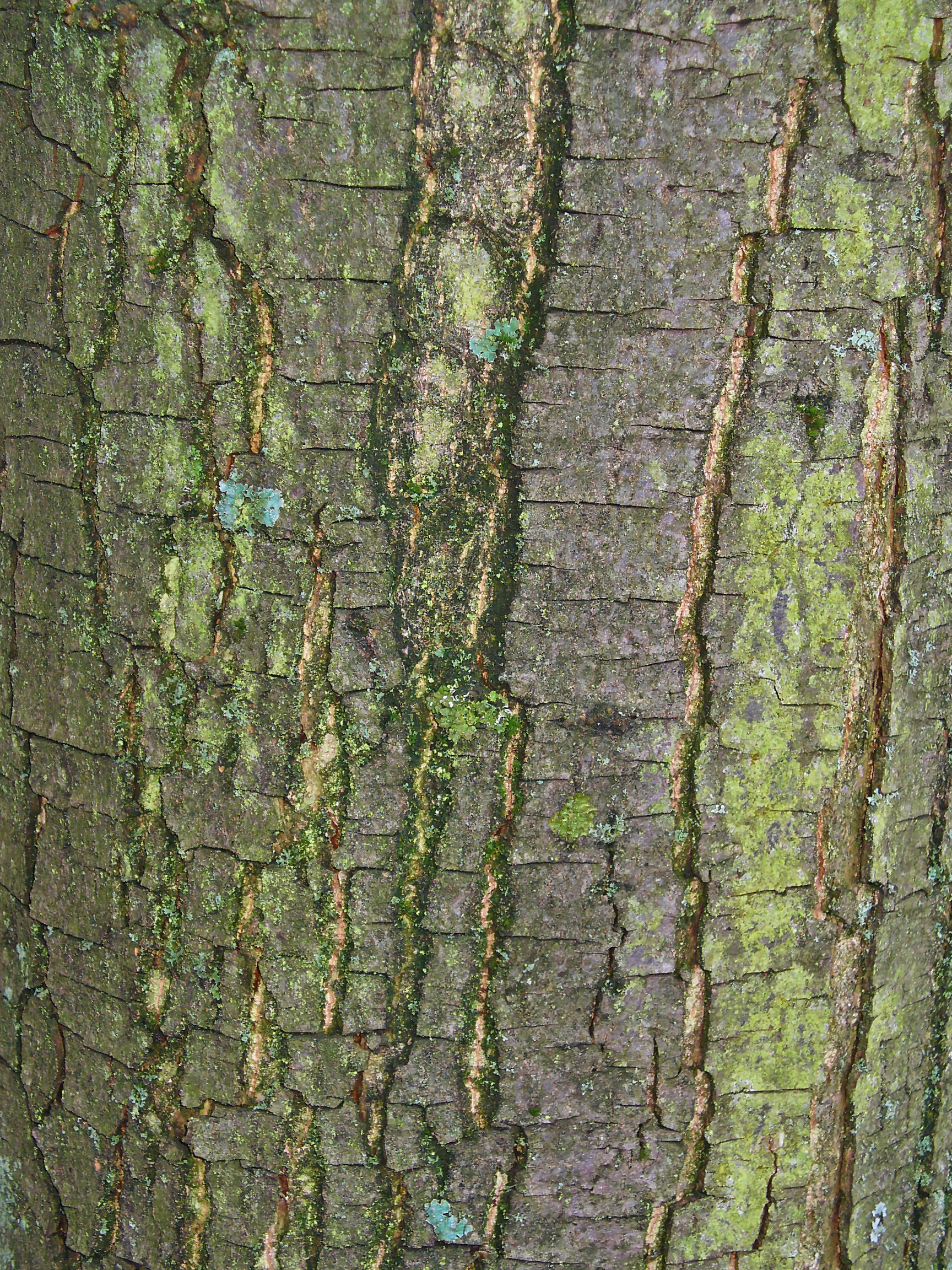
Rhytidome écailleux persistant du châtaignier commun.

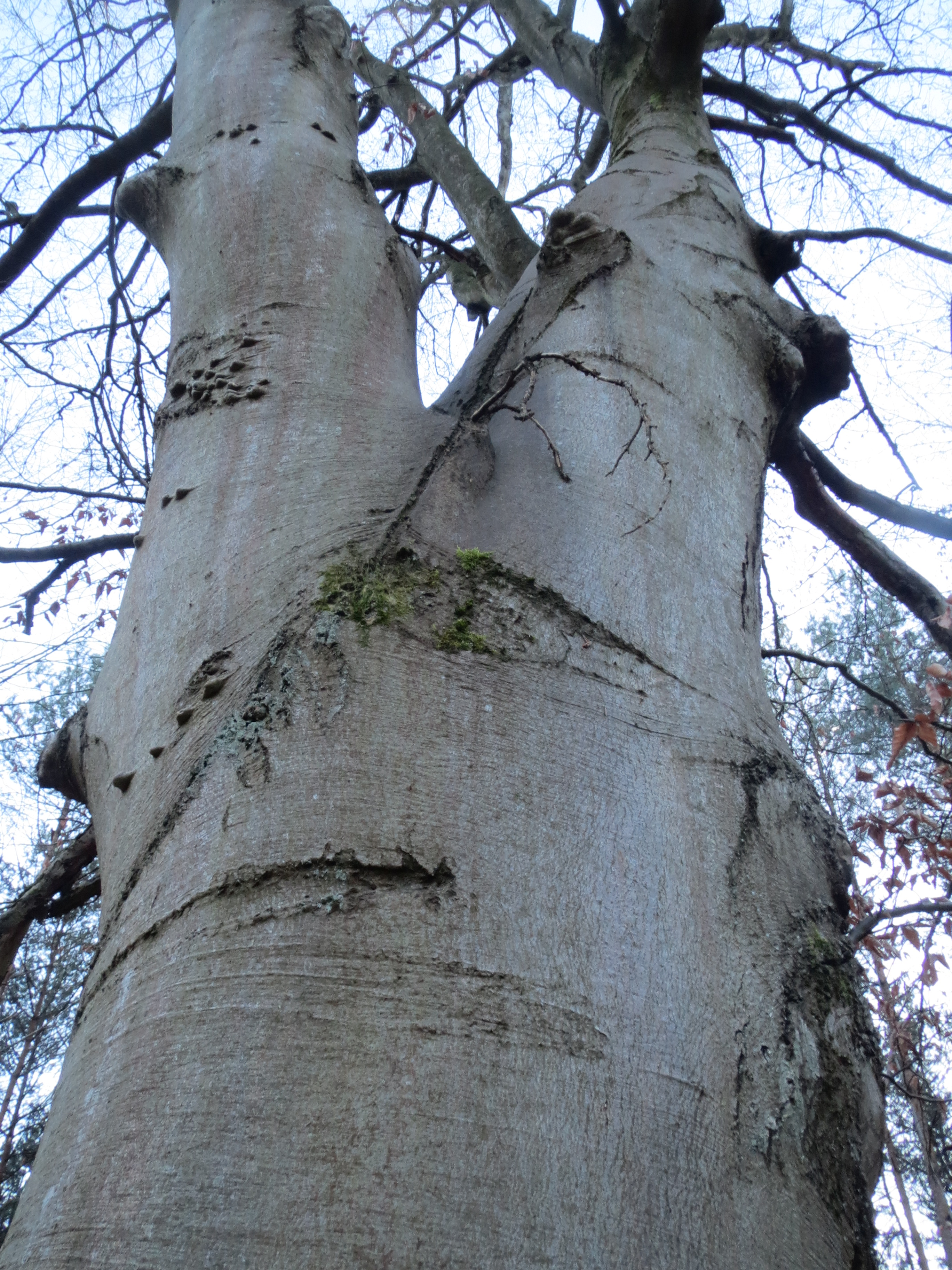
L'écorce mince et lisse du hêtre commun est dépourvue d'un véritable rhytidome. Cet arbre a en effet un seul phellogène qui fonctionne pendant toute la durée de sa vie alors que chez la plupart des autres espèces (et au niveau de la base du tronc des hêtres âgés), ce sont plusieurs phellogènes qui se succèdent au cours de leur vie et sont à l'origine d'un rhytidome.

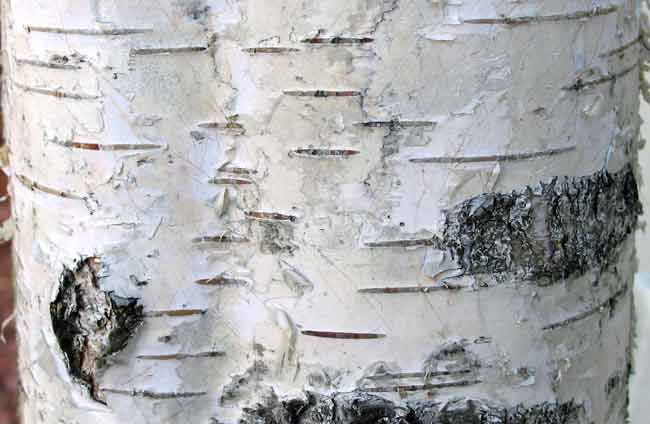
Lenticelles horizontales sur un bouleau verruqueux dont l'écorce, en vieillissant, se transforme en un rhytidome annulaire marqué d'épaisses crevasses à bords rugueux et noirâtres.

Le rhytidome (du grec ancien : ῥυτίδωμα (transl. rhutídōma), « ride, rugosité ») désigne un tissu mort de la périphérie d'une tige ou d'une racine ligneuse. Il correspond chez les arbres, à l'écorce externe recouvrant la surface du tronc, des branches et des racines âgées et s'exfoliant parfois de diverses manières (écailles). Cette exfoliation se distingue physiquement de l'éclatement de l'écorce.
Les rhytidomes sont constitués des parties extérieures au phellogène le plus interne (puisqu'il peut exister plusieurs phellogènes, produits successivement au cours des années).

Ils sont donc constitués des différentes couches de liège ou suber (en remplacement de l'écorce d'origine primaire appelée cortex), produites par les phellogènes successifs, des phellodermes produits par les phellogènes plus périphériques, des restes de parenchyme cortical et d'épiderme. L'ensemble des tissus morts comprenant ces péridermes, ces couches d'écorce, le péricycle, du phloème primaire et secondaire, porte le nom de rhytidome.
Le fonctionnement continu ou discontinu du phellogène, la division plus ou moins intense de cellules entraînant l'augmentation de la circonférence impose au rhytidome une certaine pression qui le fait se disloquer lentement, par manque d’élasticité, et lui donne cet aspect lisse (fonctionnement continu, prolifération cellulaire limitée chez les hêtres, les houx, les charmes, les micocouliers…) ou le plus souvent plus ou moins crevassé (fonctionnement discontinu, prolifération cellulaire importante).

## Caractère diagnostique
Chez la plupart des espèces, l'écorce de jeunesse cède la place à un rhytidome précoce (au bout de quelques années) ou tardif (après plusieurs dizaines d'années). Le fonctionnement spécifique des assises péridermiques donne des rhytidomes à l'aspect fragmenté en plaques ou écailles, ou à l'aspect fissuré ou sillonné. Ces caractères diagnostiques permettent de classer les espèces ligneuses en plusieurs groupes et, avec un peu de pratique, de reconnaître chacune d'entre elles à l'aspect de son tronc :
- Rhytidomes fissurés ou sillonnés, caractérisés par la prépondérance des lignes verticales, formant alternativement des crêtes (appelées aussi côtes) et des sillons (appelés aussi fissures ou crevasses). Si le rythme de cloisonnement des assises péridermiques est faible, les crêtes correspondantes sont peu épaisses et les sillons peu profonds, donnant un rhytidome à lanières en général verticales et grossièrement parallèles. Suivant la cohérence des tissus, ces lanières peuvent adhérer plus ou moins à la tige (cyprès, thuyas) ou s'en détacher (genévriers, lilas, vigne). Si le rythme est élevé, les crêtes prennent l'aspect d'épais bourrelets subparallèles disposés en torsades[5] (chêne pédonculé, frêne, noyer) ou ramifiés en un réseau à mailles régulières (saules) ou irrégulières (robinier, mélèzes).
- Rhytidomes en plaques ou en écailles, caractérisés par des assises péridermiques qui se différencient en facettes peu allongées dans le sens vertical. Chez les espèces à rhytidome écailleux caduc (érable sycomore, platane), les écailles se détachent et tombent, à l'inverse des espèces à rhytidome écailleux persistant (châtaignier, chêne rouvre, érable plane).

|                                                                              |
| Section triangulaire chez le robinier, les saules ou ici le chêne pédonculé. |

|                                                                           |
| Section trapézoïdale chez le peuplier noir, les tilleuls ou ici le noyer. |

|                                                                                  |
| Section rectangulaire chez le châtaignier, le chêne rouvre ou ici l'érable plane |

|                                                |
| Rhytidome du saule avec des torsades ramifiées |

|                                                            |
| Rhytidome en fines lanières horizontales chez le merisier. |

|                                                         |
| Écailles au profil trapézoïdal chez le chêne pubescent. |

|                                                             |
| Écailles au profil rectangulaire chez le sorbier domestique |

| |
| L'écorce du platane commun s'exfolie en plaques minces de rhytidome qui tombent souvent au printemps, à la reprise de végétation. |